# World of Warcraft (jeu de cartes à collectionner)
Pour le jeu vidéo original, voir World of Warcraft.
World of Warcraft Trading Card Game (WoW TCG) est un jeu de cartes à collectionner édité par Upper Deck, inspiré du jeu vidéo de type MMORPG World of Warcraft de Blizzard Entertainment, et publié de 2006 à 2013.
Le jeu contient 9 séries normales et quelques séries dérivées. Pour y jouer, il faut assembler un jeu (ou « deck ») de 60 cartes.
Le 23 août 2013, Blizzard Entertainment annonce que le TCG est interrompu et qu'il ne renouvellera pas la licence du jeu. En mars 2014, Blizzard lance Hearthstone: Heroes of Warcraft, un jeu de cartes à collectionner en ligne mettant en vedette plusieurs des mêmes personnages, capacités et illustrations.

## Types de cartes
Il existe six sortes de cartes :
- les cartes héros : la carte qui représente le joueur. Le héros peut faire partie de l'alliance, la horde ou des démons. Sauf s'il fait partie des démons, il possède une classe (parmi les 11 du MMORPG), deux métiers et une spécialisation, variant selon la classe ;
- les cartes alliés : elles aident le héros à battre les alliés et le héros ennemi ;
- les cartes capacités : ces cartes sont des pouvoirs utilisables par le héros. Elles varient souvent selon la classe et la spécialisation du héros ;
- les cartes équipements : ces cartes représentent ce que le héros porte. Il y a des armures, des items et des armes ;
- les cartes quêtes : ces cartes s'utilisent comme ressource. Si le joueur rempli la condition écrite sur la carte, il peut avoir la récompense, qui est elle aussi écrite sur la carte. Une carte quête ne peut être utilisée qu'une seule fois ;
- les cartes lieux : ces cartes sont similaires aux quêtes, mais sont utilisables plusieurs fois.

En bas des cartes, il y a toujours un mot représentant la série de la carte suivi de son numéro. Ces deux informations sont colorées en fonction de la rareté de la carte (les couleurs sont quasiment les mêmes que dans le MMORPG) :
- Blanc pour « Commun » ;
- Vert pour « Inhabituel » ;
- Bleu pour « Rare » ;
- Violet pour « Épique » ;
- Orange pour « Légendaire » ou encore « Loot ». Ces cartes permettent de débloquer, à l'aide d'un code à gratter, un ou des items dans le MMORPG.

## Phases de jeu
Chaque tour se déroule de la manière suivante :
- phase initiale :
  - étape de redressement : le joueur redresse toutes ses cartes sur le jeu ;
  - étape de pioche : le joueur pioche une carte dans son paquet.
- phase d'action (les étapes suivantes sont celles possibles lors de cette phase, et sont donc facultatives) :
  - jouer des cartes : placer une/des carte(s) sur le jeu ;
  - utiliser des pouvoirs : exécuter le pouvoir d'une carte ;
  - placer une ressource : toutes les cartes peuvent servir de ressource. Une seule ressource peut être posée par tour par joueur ;
  - provoquer des combat(s) ;
    - provoquer : le joueur choisit un de ses alliés redressés ou son héros et choisi un allié ou le héros ennemi pour être le défenseur ;
    - attaquer : le joueur qui attaque tourne l'allié ou le héros choisi et attaque le défenseur ;
    - défendre : le défenseur défend ;
    - dommages : l'attaquant et le défenseur se voient retirer le montant d'ATK de l'autre de leur points de vie. Si un allié atteint 0 points de vie, il doit être placé au cimetière. Si c'est le héros qui atteint 0 points de vie, la partie est terminée et le joueur dont le héros est encore vivant gagne ;
    - achever : fin du combat
- phase finale :
  - étape de vérification : les joueurs peuvent jouer des capacités instantanées. Si le joueur dont c'est le tour a plus de 7 cartes dans sa main, il doit en défausser pour avoir seulement 7 dans sa main.

## Séries
Les cartes sont sorties dans plusieurs séries :

### Paquets de départ pour 1 joueur
- Bloc 1 : Héros d'Azeroth (1er septembre 2006) :
  - un paquet pré-construit de 33 cartes pour une des 9 classes, 3 cartes « Héros » géantes, 2 paquets de recharge Héros d'Azeroth et un livret de règles.
- Bloc 2 : La marche de la légion (21 novembre 2007) :
  - un paquet pré-construit de 33 cartes pour une des 9 classes, 3 cartes « Héros » géantes, 2 paquets de recharge La marche de la légion et un livret de règles.

### Paquets de départ pour 2 joueurs
- Bloc 3 : Tambours de guerre (28 octobre 2008) :
  - 2 paquets de 44 cartes (un mage et un chasseur) et 3 cartes géantes de héros de la série du même nom.
- Bloc 3 : Arène Grande Mêlée (19 mai 2009) :
  - 60 cartes Arène Grande Mêlée, 18 cartes préparation, 2 héros (alliance et horde) et 2 mini-familiers (alliance et horde).
- Bloc 3 : Chevalier de la mort (12 juin 2009) :
  - 54 cartes Chevalier de la Mort, 2 héros Chevalier de la Mort (alliance et horde), 6 jetons goule et 1 booster d'une série au hasard.

### Séries normales
Les séries normales sont achetables en paquets de recharge de 15 cartes (10 « Communes », 3 « Inhabituelles », 1 « Rare » et 1 carte de points UDE) de la série Héros d'Azeroth à Les Feux de l'Outreterre. À partir de la série La Marche de la Légion, les paquets de recharge sont composés de 19 cartes (13 « Communes », 4 « Inhabituelles », 1 « Rare » et 1 carte de points UDE). Si le joueur a de la chance, la carte « Rare » pourrait être « Épique » ou « Loot ».
Les séries sont divisées en « Blocs » de 3 séries, chaque bloc étant une année.

#### Bloc 1 (2006-2007)
Bloc de base. Inspiré vers la fin de l'extension du MMORPG, Burning Crusade.
- Héros d'Azeroth (1er septembre 2006) :
  - 361 cartes ;
  - 3 cartes Loot :
    - Landro Tirauloin (~1 en 121 paquets de recharge) - Vous donne accès à un tabard exclusif dans le MMORPG.
    - Hippogryphe Tête-Tonnerre (~1 en 242 paquets de recharge) - Vous donne accès à un familier Hippogryphe exclusif dans le MMORPG.
    - Gueule d'Acier des Mers (~1 en 484 paquets de recharge) - Vous donne accès à une monture Tortue exclusive dans le MMORPG.
- À travers la Porte des Ténèbres (11 avril 2007) :
  - 319 cartes ;
  - 3 cartes Loot :
    - Repos et calme (~1 en 121 paquets de recharge) - Vous donne accès à un set de pique-nique dans le MMORPG.
    - Roi Mukla (~1 en 242 paquets de recharge) - Vous donne accès à un familier Singe exclusif dans le MMORPG.
    - La Bonne Aventure (~1 en 484 paquets de recharge) - Vous donne accès à un Diablotin diseur de bonne aventure exclusif dans le MMORPG.
- Les Feux de l'Outreterre (22 août 2007) :
  - 246 cartes ;
  - 3 cartes Loot :
    - Gumbo Gobelin (~1 en 91 paquets de recharge) - donne accès à une soupe gobeline spéciale, car elle fait vomir, exclusive dans le MMORPG.
    - Parti Pêcher (~1 en 242 paquets de recharge) - donne accès à une chaise de pêche pour s'asseoir lorsque l'on pêche dans le MMORPG.
    - Tigre Spectral (~1 en 484 paquets de recharge) - donne accès à une monture Tigre Spectral exclusive dans le MMORPG.

#### Bloc 2 (2007-2008)
Bloc inspiré de l'extension du MMORPG, Burning Crusade.
- La Marche de la Légion (21 novembre 2007) :
  - 319 cartes ;
  - 3 cartes Loot :
    - Avion en papier (~1 en 121 paquets de recharge) - Vous donne accès à un petit Zeppelin ou une machine volante en papier exclusifs dans le MMORPG.
    - Poulet Robot Guidé (~1 en 181 paquets de recharge) - Vous donne accès à un familier Poulet Robot exclusif dans le MMORPG.
    - Cerf-Volant (~1 en 363 paquets de recharge) - Vous donne accès à un cerf-volant en forme de dragon exclusif dans le MMORPG.
- Les Serviteurs du Traître (1er avril 2008) :
  - 264 cartes ;
  - 3 cartes Loot :
    - Biscuit pour Familier à l'Ancienne de Papa Hummel (~1 en 11 paquets de recharge) - Vous donne accès à des biscuits exclusifs qui vous permettent d'agrandir la taille de vos familiers dans le MMORPG.
    - Faiseur de Pluie Personnel (~1 en 181 paquets de recharge) - Vous donne accès à une machine exclusive qui change la météo au-dessus de votre tête dans le MMORPG.
    - Fusée-De-Néant X-51 (~1 en 363 paquets de recharge) - Vous donne accès à une monture Fusée exclusive dans le MMORPG.
- La Traque d'Illidan (1er juillet 2008) :
  - 252 cartes ;
  - 3 cartes Loot :
    - Sur les pas d'Illidan (~1 en 11 paquets de recharge) - Lorsque vous marchez dans le MMORPG, vous laissez une trace verte derrière vous.
    - Disco Inferno! (~1 en 181 paquets de recharge) - Vous donne accès à une boule disco que vous pouvez placer n'importe où dans le MMORPG.
    - Pilleur Éthérien (~1 en 363 paquets de recharge) - Vous permet d'invoquer un Échangeur d'Âmes Éthérien dans le MMORPG.

#### Bloc 3 (2008-2009)
Bloc inspiré du Joueur contre joueur. Ce bloc introduit aussi le type de cartes « Lieux ».
- Tambours de Guerre (28 octobre 2008)
  - 268 cartes ;
  - 3 cartes Loot :
    - Crackdance (~1 en 11 paquets de recharge) - Vous donne un objet qui, quand posé sur sol, fait automatiquement danser les personnages aux alentours, dans le MMORPG.
    - J'te Poutre ! (~1 en 181 paquets de recharge) - Vous donne un drapeau qui peut être planté de le corps d'un ennemi mort, dans le MMORPG.
    - Winnie Rouge-Sang (~1 en 363 paquets de recharge) - Vous donne accès à une monture Ours exclusive dans le MMORPG.
- Sang des Gladiateurs (20 mars 2009)
  - 208 cartes
  - 3 cartes Loot :
    - Tigre des bacs à sable (~1 en 11 paquets de recharge) - Vous donne accès à un Tigre stationnaire qui peut être utilisé par tous les joueurs dans le MMORPG.
    - Le Centre d'Attention (~1 en 181 paquets de recharge) - Vous donne accès à un t-shirt épique dans le MMORPG.
    - Armes en Mousse (~1 en 363 paquets de recharge) - Vous donne accès à des épées en mousse pour combattre dans le MMORPG.
- Aux Champs d'Honneur (29 juin 2009)
  - 208 cartes
  - 3 cartes Loot :
    - Sentier de Cénarius (~1 en 11 paquets de recharge) - Vous permet de laisser des fleurs par terre derrière vous quand vous marchez (similaire à Sur les pas d'Illidan) dans le MMORPG.
    - Pinata Ogre (~1 en 181 paquets de recharge) - Vous donne accès à une pinata qui peut être placée sur le sol dans le MMORPG.
    - Poulet géant (~1 en 363 paquets de recharge) - Vous donne accès à une monture Poulet géant dans le MMORPG.

#### Bloc 4 (2009-2010)
Bloc inspiré de l'extension du MMORPG, Wrath of the Lich King.
- La Guerre du Fléau (fin novembre 2009)[2]
  - 270 cartes.
- Wrath Gate
- Icecrown

### Séries spéciales
- Burning Crusade :
  - 3 cartes ;
  - cartes obtenues dans l'édition collector de l'expansion du jeu en ligne Burning Crusade.
- Carte d'artisanat :
  - 21 cartes ;
  - cartes pouvant être obtenues contre des matériaux (1 matériau par booster).
- Festin du Voile d'Hiver :
  - 12 cartes ;
  - vendues avec 1 paquet de recharge Héros d'Azeroth, 1 paquet de recharge à travers La Porte des Ténèbres, 1 paquet de recharge Les Feux de l'Outreterre et une boîte pour y placer son paquet.
- Foire de Sombrelune :
  - 5 cartes ;
  - vendues avec 2 boosters.
- Wrath of the Lich King :
  - 2 cartes ;
  - cartes obtenues dans l'édition collector de l'expansion du jeu en ligne Wrath of the Lich King.
- Legendary collection :
  - possiblement des objets légendaires tirés du MMORPG.
- Hallow's Eve Collector Édition :
  - comme Festin du Voile d'Hiver ou Foire de Sombrelune, mais dédié à Halloween.

### Séries de Raid
Un joueur contrôle le boss et affronte une équipe d'un minimum 3 héros (avec un maximum de 6). Chaque série de Raid contient un paquet de recharge Trésors contenant 10 cartes d'équipement très puissante. Ces 10 cartes sont partagées entre les joueurs une fois le boss battu. Il y a 1 ou 2 séries de raid par bloc des séries normales. Le seul bloc à ne pas avoir de séries de raid est le bloc 3 à cause de son orientation Joueur Contre Joueur.
- Bloc 1 : Le Repère d'Onyxia (30 novembre 2006)
  - 60 cartes Raid d'Onyxia (2 copies des 30 cartes) ;
  - 30 cartes Évènement ;
  - 10 cartes Trésors (utilisables en tournoi) ;
  - 3 cartes Héros Onyxia (3 stages) ;
  - 20 jetons Dragonnet ;
  - Livret de règles supplémentaires :
- Bloc 1 : Cœur du Magma (30 mai 2007) :
  - 60 cartes Raid du Cœur du Magma ;
  - 30 cartes Évènement ;
  - 10 cartes Trésors (utilisables en tournoi) ;
  - 3 cartes Héros Cœur du Magma ;
  - 20 jetons ;
  - Livre de règles supplémentaires.
- Bloc 2 : Le Repaire de Magtheridon (janvier 2008) :
  - 63 cartes (dont 20 pouvant être placées dans un deck).
- Bloc 2 : Le Temple Noir (23 septembre 2008) :
  - 82 cartes (dont 12 pouvant être placées dans un deck).
- Bloc 4 : Naxxramas (28 août 2009)[2].

## Évènements
Plusieurs évènements ont entouré ce jeu de cartes durant son exploitation.

### Battlegrounds
Les Battlegrounds sont des petits tournois organisés chaque semaine dans un magasin spécialisé. Celui qui finit premier gagne une carte Extended Art « Forager Cloudbloom » et les trois suivants gagnent la carte Extended Art « Rebirth ». Ces cartes proviennent de la série La Traque d'Illidan.

### Marquee Weekends
Les Marquee Weekends remplaçaient les Battlegrounds pendant la dernière fin de semaine de la saison. Ils ont eu une plus grande envergure et permettaient à certains joueurs de faire un pas de plus vers les championnats mondiaux. Le dernier Marquee Weekend s'est déroulé du 22 au 24 mai 2009.
Les cartes remises en récompenses étaient des Extended Art ; pour le top 8 c'était « Smash » et pour les autres participants, c'était « The Sigil of Krasus ». Plusieurs autres prix ont été distribués, tels que des T-shirts, des dés, etc.